# Cédric Coll
Pour les articles homonymes, voir Coll.
Pas d'image ? Cliquez ici

a Compétitions nationales et continentales officielles uniquement.

Dernière mise à jour le 28 août 2020.
Cédric Coll, né le 8 août 1988 à Céret (Pyrénées-Orientales), est un joueur de rugby à XV français évoluant aux postes de demi d'ouverture et d'arrière.

## Biographie
Jeune espoir du rugby français, Cédric Coll fait l'apprentissage du rugby au Céret sportif et passe par le pôle France de Marcoussis. Lorsqu'il atteint la catégorie des cadets, il rejoint l'AS Béziers avec laquelle il remporte le titre de Champion de France cadet. En 2006, il rejoint le club de Perpignan. Il joue avec les espoirs lors des premières années et dispute son premier match professionnel le 25 octobre 2008 lors de la rencontre contre l'US Dax lors de la saison 2008-2009. Il marque à cette occasion ses premiers points en passant un drop en fin de rencontre. Il remporte ainsi son premier trophée avec l'équipe catalane championne de France. Pour la saison 2009-2010, il rejoint l'US Montauban.
En 2020, il devient directeur de sites à Toulouse pour l'organisation de la Coupe du monde 2023. Il est diplômé de la Toulouse Business School (parcours « Manager de Business Unit »).

## Carrière

### En club
- Jusqu'en 2004 : Céret sportif
- 2004-2006 : AS Béziers
- 2006-2009 : USA Perpignan
- 2009-2011 : US Montauban
  - Challenge européen 2009-2010: 5 matchs dont 5 matchs titulaires.
- 2011-2012 : Pays d'Aix RC
- 2012-2020 : Colomiers rugby (Pro D2)

### En équipe nationale
- Équipe de France -20 ans:
  - Tournoi des VI nations 2008: 3 matchs dont 1 titulaire.
- Équipe de France -19 ans :
  - Tournoi des VI nations 2007: 1 match disputé en tant que titulaire.
  - Coupe du Monde 2007 : 3 matches dont 2 titulaires, 1 essai.

## Palmarès
- Vainqueur du Top 14 en 2009